# Municipio de Boyer (condado de Crawford)
El municipio de Boyer (en inglés: Boyer Township) es un municipio ubicado en el condado de Crawford en el estado estadounidense de Iowa. En el año 2010 tenía una población de 186 habitantes y una densidad poblacional de 2,01 personas por km².

## Geografía
El municipio de Boyer se encuentra ubicado en las coordenadas 41°53′41″N 95°36′28″O / 41.89472, -95.60778. Según la Oficina del Censo de los Estados Unidos, el municipio tiene una superficie total de 92.71 km², de la cual 92,52 km² corresponden a tierra firme y (0,2 %) 0,18 km² es agua.

## Demografía
Según el censo de 2010, había 186 personas residiendo en el municipio de Boyer. La densidad de población era de 2,01 hab./km². De los 186 habitantes, el municipio de Boyer estaba compuesto por el 98,92 % blancos, el 0,54 % eran afroamericanos y el 0,54 % eran de una mezcla de razas. Del total de la población el 2,15 % eran hispanos o latinos de cualquier raza.